# Jean Wiener

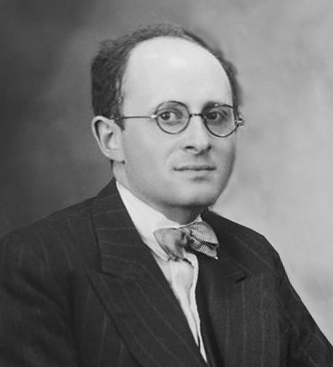
Jean Wiener (1927)

Jean Albert Henri Wiener (eigentlich Wiéner, * 19. März 1896 in Paris, Frankreich; † 8. Juni 1982 ebenda) war ein französischer Filmkomponist und Pianist.

## Leben
Jean Wiener durchlief eine Ausbildung am Pariser Konservatorium und arbeitete danach als Pianist in Stummfilmkinos. Ab Ende der 1920er-Jahre bis 1937 bildete er mit Clement Doucet ein erfolgreiches Klavierduo, das eine Reihe von Jazz-orientierten Nummern im Novelty-Stil aufnahm, meist populäre Jazzstandards wie Bye Bye Blackbird, I Can’t Give You Anything but Love, I Got Rhythm, Sweet and Lowdown und Tea for Two, die auf Labeln wie Columbia, Odeon und Pathé erschienen.
Auf Kompositionen für das Theater folgten bald Musiken für Kinofilme. Wiener arbeitete für die bedeutendsten französischen Regisseure der Vorkriegszeit wie Julien Duvivier, Jean Renoir und Marcel L’Herbier. Im französischen Unterhaltungsfilm nach dem Zweiten Weltkrieg war Wiener einer der am meisten beschäftigten Komponisten, der mit großer Routine alle Genres bediente.

## Familie
Jean Wiener war zweimal verheiratet, in zweiter Ehe mit der Filmeditorin Suzanne de Troye (1908–1989). Ihre 1946 geborene Tochter Élisabeth Wiener wurde eine bekannte Schauspielerin.

## Filmografie (Auswahl)
- 1925: Paris schläft (Paris qui dort) (Fassung von 1971)
- 1936: Das Verbrechen des Herrn Lange (Le Crime de Monsieur Lange)
- 1933: Dr. Knock (Knock, ou le triomphe de la médecine)
- 1935: Die Liebesgasse von Marokko (La Bandéra)
- 1935: Blutsbrüder 1918 (L’Équipage)
- 1936: Der Mann des Tages (L’Homme du jour)
- 1936: Nachtasyl (Les Bas-fonds)
- 1945: Abenteuer am Königshof (Le Capitan)
- 1946: Für eine Liebesnacht (Pour une nuit d‘amour)
- 1946: Hier irrte die Justiz (Contre-enquête)
- 1946: Zur roten Laterne (Macadam)
- 1946: Panik (Panique)
- 1947: Die Brüder Bouquinquant (Les Frères Bouquinquant)
- 1949: Keine Ferien für den lieben Gott (Plus des vacances pour le Bon Dieu)
- 1949: Vor Tagesanbruch (Le Point du jour)
- 1951: Unter dem Himmel von Paris (Sous le ciel de Paris coule la Seine)
- 1950: Ein Lächeln im Sturm (Un sourire dans la tempête)
- 1952: Unter Gangstern (Je suis un mouchard)
- 1953: Der Graf von Monte Christo (Le Comte de Monte Christo: La vengeance)
- 1954: Wenn es Nacht wird in Paris (Touchez-pas au grisbi)
- 1954: Whisky, Dynamit und Teufelsweiber (La Soupe à la grimace)
- 1955: Verabredung am Hafen (Le Rendez-vous des quais)
- 1955: Reif auf jungen Blüten (Futures vedettes)
- 1957: Der siebente Himmel (Le Septième ciel)
- 1957: Die Liebe gehört mir (La Garçonne)
- 1957: Fisch oder Fleisch (Ni vu, ni connu)
- 1957: Immer wenn das Licht ausgeht (Pot-Bouille)
- 1958: Die Erschaffung der Welt (Stvorení sveta)
- 1958: Sei schön und halt den Mund (Sois belle et tais-toi)
- 1958: Ein Weib wie der Satan (La Femme et le Pantin)
- 1959: Ein Engel auf Erden (Mademoiselle Ange) franz. Fassung
- 1960: Affäre Nabob (Au voleur!)
- 1961: Teufel um Mitternacht (Les Démons de minuit)
- 1965: Lady L (nur Rolle)
- 1965: Der Tiger parfümiert sich mit Dynamit (Le Tigre se parfume à la dynamite)
- 1965: Zum Beispiel Balthasar (Au hasard Balthasar)
- 1966: Oktober-Revolution (Révolution d‘octobre)
- 1967: Der Golem (Le Golem)
- 1967: Benjamin – Aus dem Tagebuch einer männlichen Jungfrau (Benjamin ou Les Mémoires d’un puceau)
- 1969: Die Sanfte (Une femme douce)
- 1970: Die Sünde des Abbé Mouret (La Faute de l’Abbé Mouret)
- 1976: Unsterbliches Duell (Duelle)